# Campo de concentración de Bogdanovka

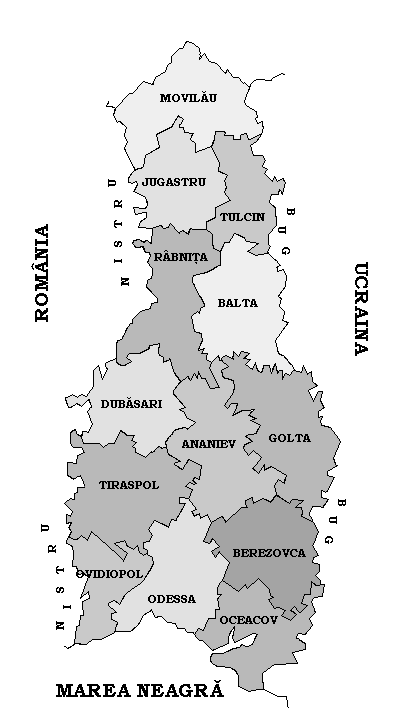
Gobernación Transnistria

Bogdánovka fue un campo de concentración para judíos que fue creado por las autoridades de ocupación rumanas durante la Segunda Guerra Mundial como parte del Holocausto. El campo se ubicaba cerca del río Bug Meridional en el distrito de Golta de la Gobernación de Transnistria, territorio del actual raión de Pervomaisk del óblast de Mykoláiv, Ucrania.

## Masacres

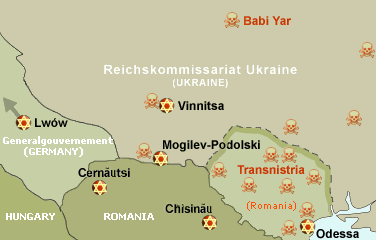
Masacres de judíos en la II Guerra Mundial en Ucrania y Rumania marcadas en rojo.

En diciembre de 1941, se presentaron algunos casos de tuberculosis en el campo de concentración. El consejero alemán del gobierno rumano del distrito y el Comisionado rumano del distrito tomaron la decisión de asesinar a todos los prisioneros. La Aktion se inició el 21 de enero de 1941 y fue llevada a cabo por soldados y gendarmes rumanos, civiles ucranianos de Golta y alemanes étnicos locales, bajo el mando de la policía regular ucraniana, Kazachievici. 
Miles de los reclusos discapacitados y enfermos fueron encerrados en dos establos que fueron rociados con querosene y prendido fuego, quemando vivos a quienes estaban en su interior. Otros prisioneros fueron conducidos en grupos a un barranco en un bosque cercano, donde recibieron un disparo en la nuca. Los judíos restantes cavaron fosas con sus manos en medio de un clima muy frío y las llenaron con los cadáveres congelados. Muchos judíos murieron congelados. Hubo una tregua por Navidad, pero la matanza se reanudó e 28 de diciembre. Para el 31 de diciembre de 1941, más de 40.000 judíos habían sido asesinados.